# 斯克沃多夫斯卡陨击坑
斯克沃多夫斯卡陨击坑（Sklodowska）是火星上的一座撞击坑 ，它坐落在阿西达里亚海区北纬33.7度、西经2.9°度处，直径约109.72公里（68.2英里），其名称取自波兰化学家、首位女性诺贝尔奖获得者玛丽·斯克沃多夫斯卡-居里 (1867年–1934年)，1973年，被国际天文联合会行星系统命名工作组正式批准接受。

## 图集
斯克沃多夫斯卡陨击坑照片显示，沿它的边缘分布有许多分支河道，在下面的图片中可看到其中的一些。 

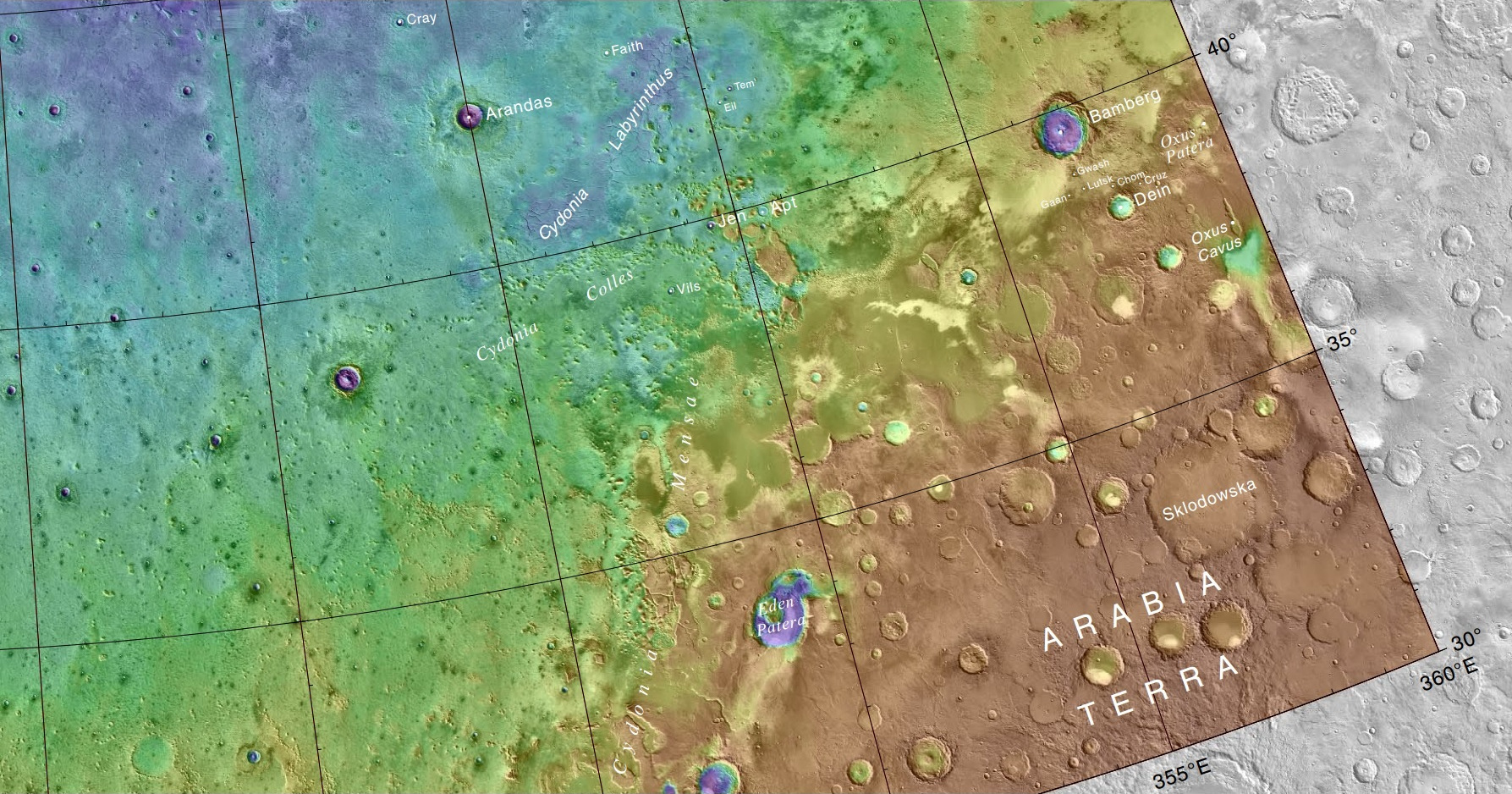
显示斯克沃多夫斯卡陨击坑和附近其它陨坑的火星轨道器激光高度计地形图，颜色表示高度。
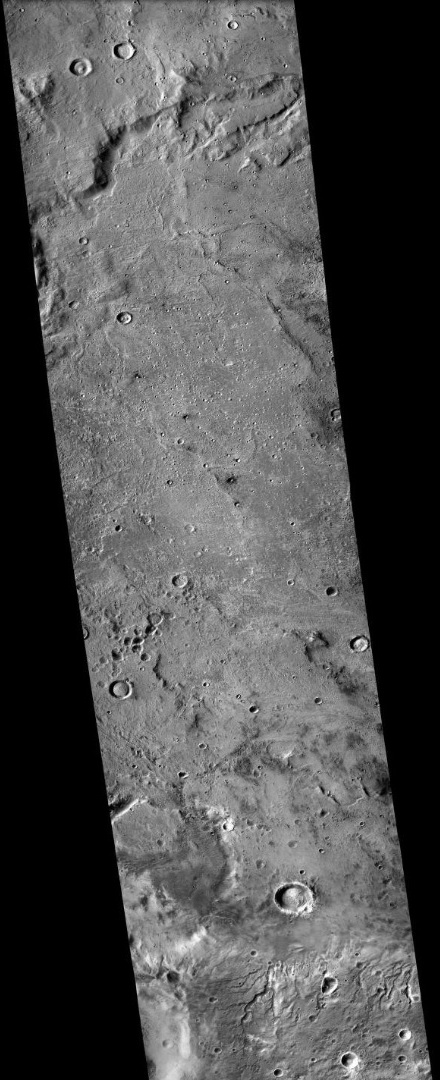
火星勘测轨道飞行器背景相机拍摄的斯克沃多夫斯卡陨击坑（在上），沿受侵蚀的南侧边缘可看到一些小河道 。
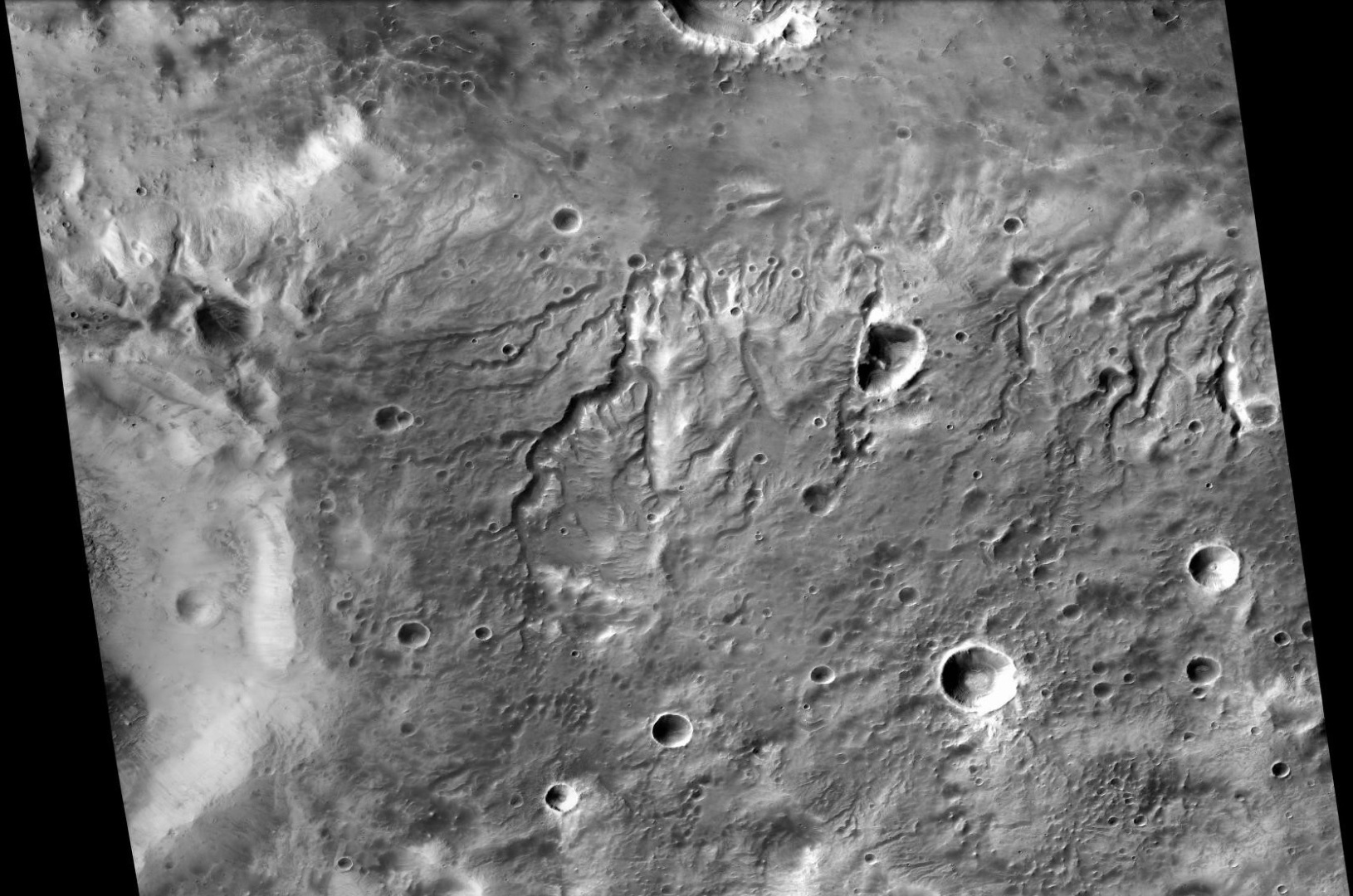
火星勘测轨道飞行器背景相机拍摄的斯克沃多夫斯卡陨击坑内的河道，注：这是前一幅照片的放大版。
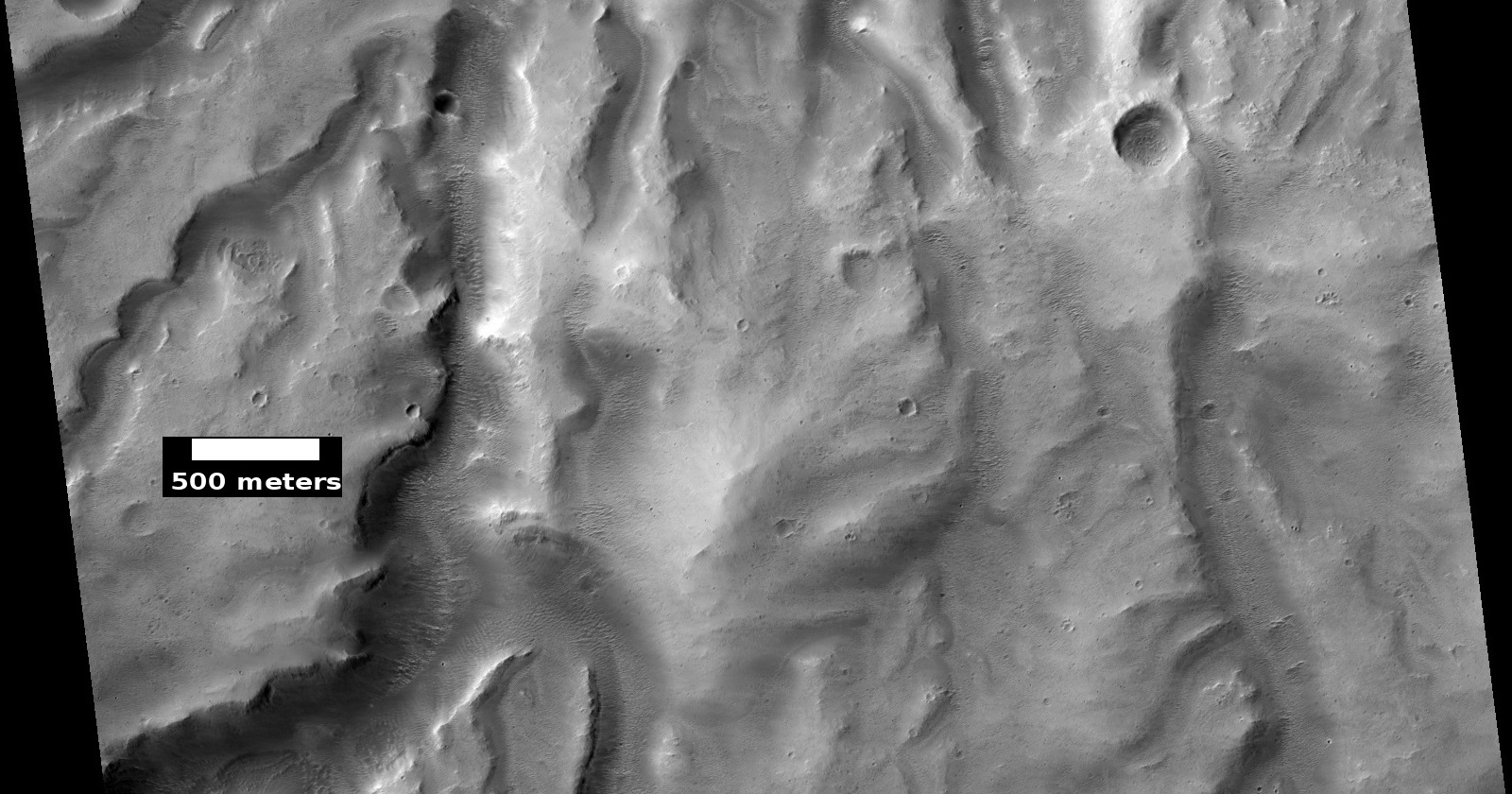
HiWish计划下高分辨率成像科学设备显示的斯克沃多夫斯卡陨击坑内的河道。

## 另请查看
- 撞击事件
- 火星撞击坑
- 阿西达里亚海区
- 行星体系命名法
- 火星水文

## 参引文献
1. ↑  . usgs.gov. 行星系统命名工作组-国际天文学联合会.   [10 August 2017]. （原始内容存档于2017-08-10）.